# Meta minima
Meta minima là một loài nhện trong họ Tetragnathidae.
Loài này thuộc chi Meta. Meta minima được miêu tả năm 1953 bởi Denis.